# Quebrada La Presidenta
La quebrada La Presidenta es una importante corriente hídrica del suroriente de la ciudad de Medellín. Además es la más relevante del Poblado. Desemboca en el río Medellín a 1.500 m s. n. m. junto a la Estación Poblado luego de pasar canalizada por la plazoleta de dicha estación al lado del centro comercial Monterrey.

## Cauce y hechos históricos
La Presidenta nace a 2.600 m s. n. m. en el Alto de Moná, recorriendo un gran trecho en la zona rural para luego llegar a la ciudad en la comuna El Poblado, donde es un gran referente ambiental, allí posee uno de los parques lineales más grandes de Medellín. Esta quebrada ha sido objeto de numerosos proyectos que han reducido la carga contaminante hasta unos niveles aceptables y ser una de las quebradas menos contaminadas del área urbana de Medellín.

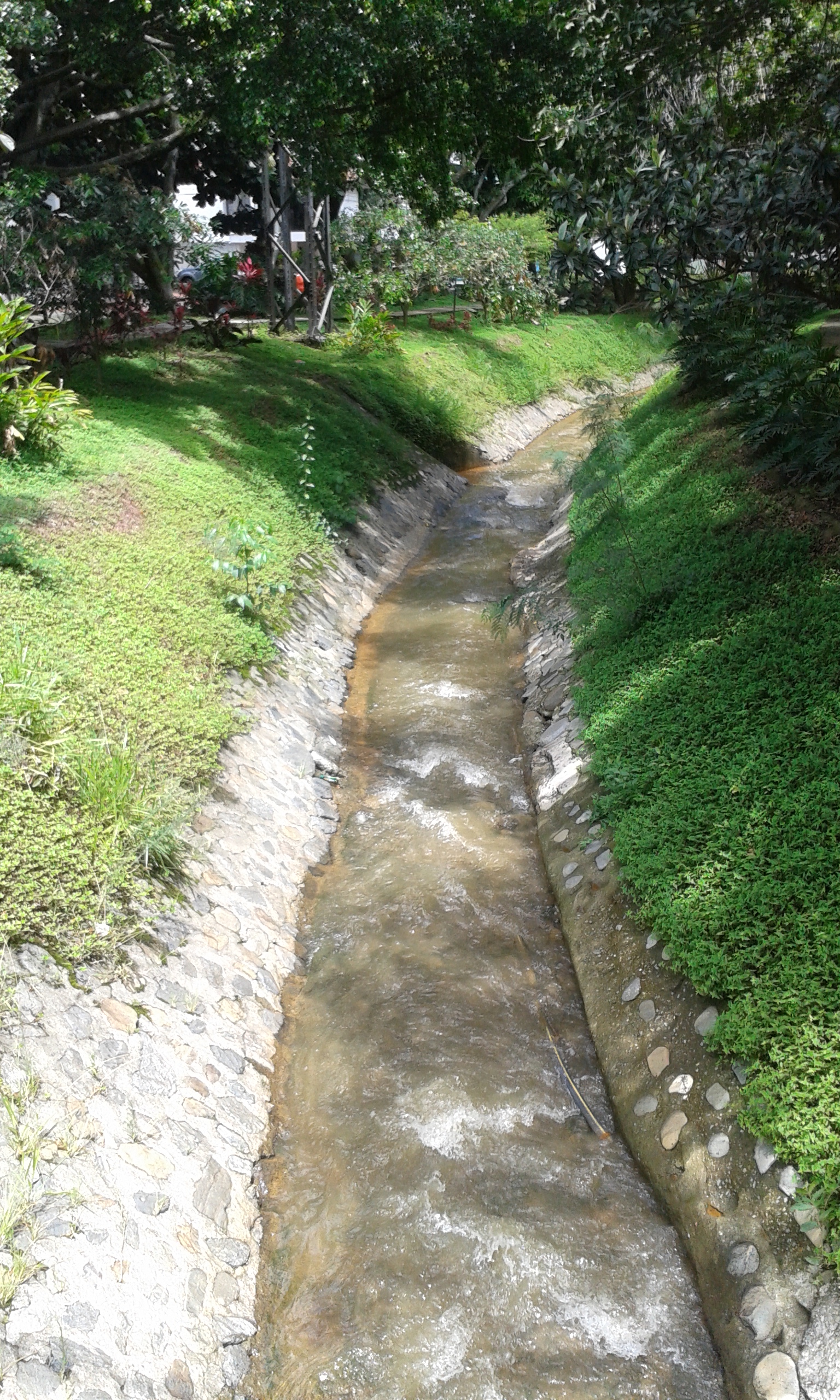

En la parte baja de su recorrido, cerca al barrio Patio Bonito, entra en una canalización que estrangula el cauce, haciendo que cambie de dirección hacia el antiguo cauce de la quebrada La Poblada, generando esto que desde hace más de 40 años se produzcan inundaciones en los sectores por donde la quebrada no pasaba en años anteriores. 

### Afluentes
A la quebrada la Presidenta desaguan las quebradas La Poblada (Principal afluente), La Escopetería, El Chambul, La Chacona, entre otras.